# توماس هنتر (طبيب أسنان)
توماس هنتر (بالإنجليزية: Thomas Anderson Hunter)‏ هو طبيب أسنان نيوزيلندي، ولد في 10 فبراير 1863، وتوفي في 29 ديسمبر 1958.